# Hans Prutz

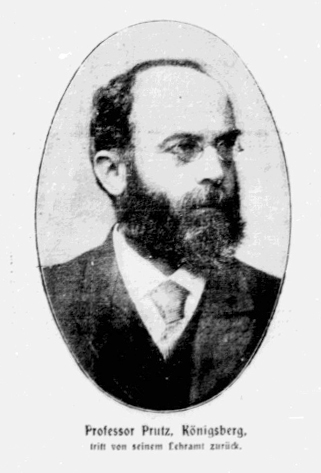
Hans Prutz

Hans Prutz (* 20. Mai 1843 in Jena; † 29. Januar 1929 in Stuttgart) war ein deutscher Historiker und Hochschullehrer.

## Leben
Der Sohn des liberalen Schriftstellers Robert Eduard Prutz studierte von 1860 bis 1863 an der Universität Jena und der Friedrich-Wilhelms-Universität zu Berlin Geschichte. Er war seit 1860 Mitglied der Burschenschaft Germania Jena und blieb auch später der burschenschaftlichen Bewegung eng verbunden. 1863 wurde er in Berlin mit einer Arbeit über Heinrich den Löwen promoviert. Von 1863 bis 1872 arbeitete Prutz als Gymnasiallehrer in Danzig. Ab 1872 war er Oberlehrer an der Friedrich Werderschen Gewerbeschule in Berlin. 1873 habilitierte er sich an der Berliner Universität für das Fach Geschichte. 1874 unternahm er im Auftrag des Reichskanzleramtes eine Forschungsreise nach Syrien und Tyros, um zusammen mit Johann Nepomuk Sepp die vermutete Grabstelle des Kaisers Friedrich I. aufzufinden. 
1877 wurde Prutz als o. Professor für Geschichte an die Albertus-Universität Königsberg berufen. 1888/89 war er ihr Rektor. In Königsberg wurde Prutz Freimaurer. Er musste 1902 den Königsberger Lehrstuhl wegen eines Augenleidens aufgeben und zog nach München. Ab 1922 lebte er in Stuttgart. In seiner Preußischen Geschichte wandte er sich gegen den Mythos von „Preußens deutschem Beruf“.
Prutz war seit 1921 korrespondierendes Mitglied der Bayerischen Akademie der Wissenschaften.

## Schriften (Auswahl)
- Heinrich der Löwe Herzog von Bayern und Sachsen. Ein Beitrag zur Geschichte des Zeitalters der Hohenstaufen. Leipzig 1865 (Google Books).
- Die Katastrophe des Danziger Bürgermeisters Conrad Letzkau. In: Altpreußische Monatsschrift, Band  3, Königsberg i. Pr. 1866, S. 597–629 (Google Books).
- Heinrich der Löwe. Geschichte, Sage und Poesie, Leipzig 1866.
- Ueber ein Formelbuch aus dem Anfange des fünfzehnten Jahrhunderts. In: Neue Preußische Provinzial-Blätter. Vierte Folge. Band 6, Königsberg 1869, S. 193–214 (Google Books).
- Radewin's Fortsetzung der Gesta Friderici imperatoris des Otto von Freising, ihre Zusammensetzung und ihr Werth. Eine quellenkritische Untersuchung (Habilitationsschrift). Danzig 1873 (Digitalisat).
- Kaiser Friedrich I. 3 Bände, Danzig 1871–1874.
  - Band 1: 1152–1165, Danzig 1871 (eingeschränkte Vorschau).
  - Band 2: 1166–1177. Danzig 1871 (eingeschränkte Vorschau).
  - Band 3: 1177–1190, Danzig 1874 (eingeschränkte Vorschau).
- Geschichte des Kreises Neustadt in Westpreußen. Danzig 1872  (Google Books).
- Aus Phönizien. Geographische Skizzen und historische Studien. Leipzig 1876.
- Geheimlehre und Geheimstatuten des Tempelherren-Ordens. Eine kritische Untersuchung. Berlin 1879.
- Kulturgeschichte der Kreuzzüge. Berlin 1883 (Digitalisat 1994, eingeschränkte Vorschau).
- Entwicklung und Untergang des Tempelherrenordens. Mit Benutzung bisher ungedruckter Materialien. Grote, Berlin 1888 (eingeschränkte Vorschau).
- Malteser Urkunden und Regesten zur Geschichte der Templerherren und Johanniter. Berlin 1883 (Digitalisat, eingeschränkte Vorschau).
- Staatengeschichte des Abendlandes im Mittelalter von Karl dem Großen bis auf Maximilian. 2 Bände, Berlin 1885–1887.
  - Band 1: Die Auflösung des karolingischen Reiches und die Sonderung der germanischen und romanischen Reiche. 814–887- Berlin 1885 (eingeschränkte Vorschau).
- mit Herman Schiller: Leitfaden für den geschichtlichen Unterricht in den oberen Klassen höherer Lehranstalten. 3 Teile, Grote, Berlin 1890–1891 (Digitalisat).
- Die Königliche Albertus-Universität zu Königsberg i.Pr. im neunzehnten Jahrhundert, zur Feier ihres 350jährigen Bestehens. Königsberg 1894.
- Preußische Geschichte. 4 Bände, Stuttgart 1900–1902.
  - Band 1: Das 17. und 18. Jahrhundert und Große Themen der Geschichte Preußens. Stuttgart 1900 (Digitalisat, eingeschränkte Vorschau).
- Die geistlichen Ritterorden. Berlin 1908 (archive.org).
- Neue Studien zur Geschichte der Jungfrau von Orléans. 1917 (eingeschränkte Vorschau).
- Die Friedensidee. Ihr Ursprung, anfänglicher Sinn und allmählicher Wandel. München/Leipzig 1917.